# Дмитрівська субота
Дмитрівська субота — православне свято, день загального поминання померлих. У богослужбовому уставі цей день не є заупокійним. Здійснюється щорічно в суботу перед днем пам'яті великомученика Димитрія Солунського (26 жовтня). На території України християнське поминання померлих у Димитрівську поминальну суботу має давнє, ще язичницьке походження.

## Історія свята
Постання православної, переважно слов'янської, традиції відзначення Димитрівської поминальної суботи, дослідники пов'язують зі слов'янськими просвітителями та проповідниками християнства, святими рівноапостольними Кирилом і Мефодієм. Саме вони, під час своєї т. зв. «хозарської місії», а потім — під час християнізації Моравії та загалом слов'ян (їхня єпархія сягала сучасних українських земель), стикнулися з глибоким звичаєм осіннього вшанування предків. Як уважають дослідники, перед ними постало питання християнізації цього слов'янського поминального дня, і тому вони вирішили зробити його днем пам'яті св. Димитрія Солунського, який був одним з найшанованіших святих у їхньому рідному місті.
Деякі дослідники пов'язують «прив'язку» осіннього дня поминання предків до постаті св. Димитрія Солунського через близькість до відповідного для у католицької традиції, адже св. Кирила і Мефодій мали певний канонічний зв'язок з Римом, зокрема з папами Андріаном ІІ та Іоаном VIII.
Святитель Димитрій (Туптало) висловлює думку, що Димитрівська поминальна субота замінила собою язичницькі осінні тризни. «З прийняттям християнства давня традиція збереглася, — продовжує святитель Димитрій, — але, зрозуміло, прийняла інший характер, бо Свята Церква все добре збирає звідусіль, але облагороджує, удосконалює, підносить….».
Димитрівська поминальна субота була слов'янським святом, тому вона не записана у богослужбовій літературі Константинопольського патріархату. Ця традиція відома лише по соборних «Чиновниках» і монастирських «Обхідниках», у яких відображені особливості реальної богослужбової практики храмів і монастирів Київської митрополії. У останніх під нею вказується поминання тільки спочилої монастирської братії. Одним з перших згадок Димитрівської суботи, як дня поминання всіх покійних є вказівка у збірнику XV століття новгородського походження.

## Слов'янські традиції
В Україні цей день ще називають родинною або дідовою суботою. Цього дня справляють осінні поминки померлих родичів, панахидою в церкві та обідом вдома. Існує повір'я, що в цю ніч на цвинтарі можна побачити тіні померлих, як вони встають із гробів і розходяться по хатах своїх родичів. 
У Сербській православній церкві Дмитрівська субота (серб. Митровске задушнице, затворне задушнице) входить у число чотирьох головних поминальних субот року. В сербській народній традиції поминки перед Дмитрієвим днем відбувалися в п'ятницю, а не в суботу.
Болгари осінній поминальний день відзначають в суботу перед Димитровим днем, рідше після нього (болг. Димитровска задушница, голяма задушница, страндж. Митровско одуше, есенско одуше) або в суботу перед Михайловим днем, 8 листопада (болг. Архангелова, Рангелова задушница, Рангелска душница, Архангелска одуша, капанск. душна събота). Осіннє поминання померлих може вважатися в тих чи інших регіонах головним поминальним днем року. У Дмитрівську суботу служба ведеться тільки в кількох храмах Болгарської православної церкви, тоді як Михайлівська субота вважається поминальним днем всієї Болгарської церкви.